# Nokia 8800
Nokia 8800 a fost lansat în 7 aprilie 2005. În aceeași zi a fost lansat Nokia 8801 un dispozitiv care dispune de aceeași design premium și caracteristici, dar este proiectat în mod expres pentru piața din America.
Capacul tastaturii glisante este din oțel inoxidabil care are scopul de a proteja telefonul. Ecranul este realizat din sticlă rezistentă la zgârieturi ranforsată.
Ecranul este de 1.7 țoli cu rezoluția de 208 x 208 pixeli capabil să afișeze 262.144 de culori. Camera foto este SVGA cu rezoluția de 800 x 600 pixeli care poate filma QCIF. Player-ul audio suportă formatele MP3 și AAC cu ieșire stereo printr căști stereo convenționale (incluse) sau cu casca fără fir Nokia Nokia prin Bluetooth opțional.
Telefonul suportă mesaje text, mesaje multimedia, mesajele instant și e-mail (SMTP, POP3 și IMAP4).
Browser-ul web suportă XHTML.
Are funcțiile obișnuite PIM de calendar, listă de rezolvat, calculator, temporizator și un cronometru . 
Dar are câteva dotări suplimentare: un translator și Mobile Wallet 2.0 care permite stocarea de informații personale (numere de card de credit, chitanțe) și poate fi protejat prin parolă.
Bateria de 600 de miliamperi permite până la 3 ore de convorbire și până la 190 ore în stand-by. Conform testelor de radiații FCC, 8800 are un rating digital SAR de 0.46 W pe kilogram.